# 楽園Node
『楽園Node』（らくえんノード）は、上杉匠による日本の漫画作品。スクウェア・エニックスのウェブコミック配信サイト『ガンガンONLINE』で2009年2月26日更新分から5月28日更新分まで連載された。単行本は全1巻。

## 単行本
1. 2009年7月22日発売 ISBN 978-4-7575-2619-8